# 造血リンパ組織腫瘍
造血リンパ組織腫瘍（ぞうけつリンパそしきしゅよう）は、造血リンパ組織にできる腫瘍である。分類的には非上皮性腫瘍に入るが、WHO分類により表記する。
造血器腫瘍とは、造血幹細胞の異常が原因となって、血管やリンパ組織内に発生する悪性腫瘍である。血液癌とも呼ばれる。白血病は血液癌の代表的なものであるが、ほかにもリンパ組織から発生する悪性リンパ腫や、形質細胞が癌化して骨髄に腫瘍性増殖をきたす多発性骨髄腫などがある。

## 分類
- 良性腫瘍ないし良悪境界性腫瘍
  - 真性多血症
  - キャッスルマンリンパ腫
  - 胸腺腫
- 悪性腫瘍
  - 骨髄性白血病
  - 骨髄腫（形質細胞腫）
  - 悪性リンパ腫
    - ホジキン病
    - リンパ肉腫
    - リンパ芽腫

  - 悪性胸腺腫